# Vinh Lộc, Nghệ An
Vinh Lộc là một phường thuộc tỉnh Nghệ An, Việt Nam. Phường được hình thành trên cơ sở sáp nhập các phường Hưng Lộc và các xã Nghi Phong, Nghi Thái, Nghi Xuân, Phúc Thọ của thành phố Vinh trong đợt Sáp nhập tỉnh thành Việt Nam 2025.

## Hành chính và tên gọi
Phường Vinh Lộc được thành lập theo Nghị quyết số 1678/NQ-UBTVQH15 của Ủy ban Thường vụ Quốc hội Việt Nam, ban hành ngày 16 tháng 6 năm 2025. Theo đó, sắp xếp toàn bộ diện tích tự nhiên, quy mô dân số của các phường Hưng Lộc và các xã Nghi Phong, Nghi Thái, Nghi Xuân, Phúc Thọ thuộc thành phố Vinh trước đây thành một phường mới có tên gọi là phường Vinh Lộc. Trước đó, theo Đề án sắp xếp đơn vị hành chính cấp xã tỉnh Nghệ An, phường này là phường Vinh 5. Việc đặt tên phường Vinh Lộc là do trên địa bàn có phường Hưng Lộc trước đây có tên gốc Lộc Đa vốn là địa danh đã có từ lâu đời (Lộc Đa - Đức Thịnh). Phường Vinh Lộc vừa có chữ Vinh ghép với chữ Lộc của xã Hưng Lộc và huyện Nghi Lộc.
Sau sắp xếp phường có diện tích tự nhiên: 38,86 km2, quy mô dân số: 68.086 người. Về hành chính, phía Đông giáp phường Cửa Lò và xã Đan Hải tỉnh Hà Tĩnh, phía Nam giáp phường Trường Vinh, phía Tây giáp phường Vinh Phú, phía Tây giáp xã Đông Lộc.